# Río Tubá
El río Tubá (en ruso: Туба) es un río de Rusia y un afluente por la derecha del río Yeniséi, qu discurre por el sur de Siberia occidental, en el krai de Krasnoyarsk.

## Geografía
El río, de 119 km de longitud, resulta de la unión de los ríos Amyl y Kazyr. Con el Kazyr, considerado como curso superior del Tubá, su curso alcanza los 507 km.
El río recoge las aguas de numerosos afluentes salidos de la parte oriental de los montes Sayanes, y discurre por la depresión de Minusinsk, donde se divide en numerosos brazos. Orientado de este a oeste, acaba desembocado en el Yeniséi a la altura del embalse de Krasnoyarsk, del que su curso inferior forma parte.
En la cuenca del Tubá, de 36.900 km², se encuentran más de mil lagos, cuya superficie total asciende a 91 km².

## Afluentes
- El Kazyr es el constituyente por la derecha del Tubá. 
  - El río Kizir le aporta sus aguas por la orilla derecha.
- El Amyl viene del sur y es el constituyente por la izquierda, a partir de Kachulka.

## Navegabilidad
EL río permanece bajo los hielos desde finales de octubre o principios de noviembre hasta finales de abril o principios de mayo. Es navegable en 99 km desde su desembocadura.
El río es franqueado en Kuráguino por una línea de ferrocarril que une Abakán, a orillas del Yeniséi, a la pequeña localidad de Bolshaya Irbá.

## Hidrometría en Bugurtak
EL caudal del río ha sido observado durante 59 años (1941-89) en Bugurtak, localidad situada un poco por debajo de la confluencia con el Amyl, su afluente principal.
En Bugurtak, el caudal interanual medio observado durante ese periodo fue de 751 m³/s para una superficie tenida en cuenta de 31.800, más o menos el 85% de la cuenca total del río. La lámina de agua vertida en esta área, alcanza los 744 mm por año, que puede considerarse muy elevada.
El Tubá es un río potente, alimentado en gran parte por la fusión de las nieves y los hielos. Es un río de régimen nivo-glacial de montaña que presenta globalmente dos estaciones.
Las crecidas se desarrollan desde el mes de abril al de octubre, con un pico muy importante en mayo y sobre todo en junio, correspondiendo al deshielo y a la fusión de la nieve en su cuenca. Desde el mes de julio, el caudal adelgaza fuertemente, lo que conduce a la temporada de estiaje. Éste tiene lugar de noviembre a abril, bajo el efecto de las fuertes heladas que se abaten sobre la totalidad de la Siberia. Aun así, el río conserva durante este periodo un caudal bastante consistente.
El caudal medio mensual observado en marzo (mínimo de estiaje) es de 104 m³/s, siendo este valor un 4% del caudal del mes de mayo que alcanza los 2.482 m³/s), lo que subraya la amplitud importante de las variaciones estacionales. Durante el periodo de observación el caudal mensual mínimo ha sido de 62 m³/s (marzo de 1944), mientras que el caudal mensual máximo se elevó a 5.620 m³/s (junio de 1966).
| Caudal medio mensual del Tisa en la estación hidrométrica de Bugurtak (Datos calculados en 59 años (1941-89), en m³/s) |
| |